# Diodora patagonica
Diodora patagonica är en snäckart som beskrevs av Orbigny 1847. Diodora patagonica ingår i släktet Diodora och familjen nyckelhålssnäckor. Inga underarter finns listade i Catalogue of Life.

## Bildgalleri

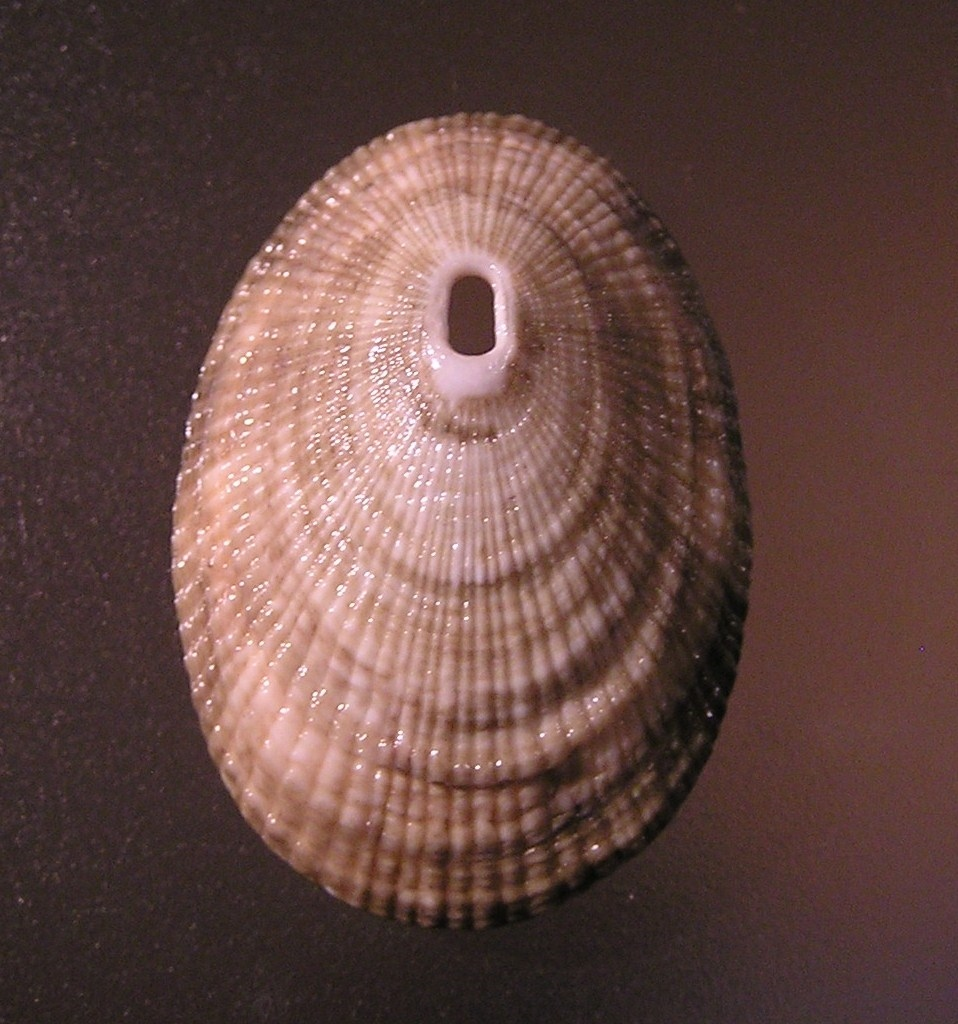
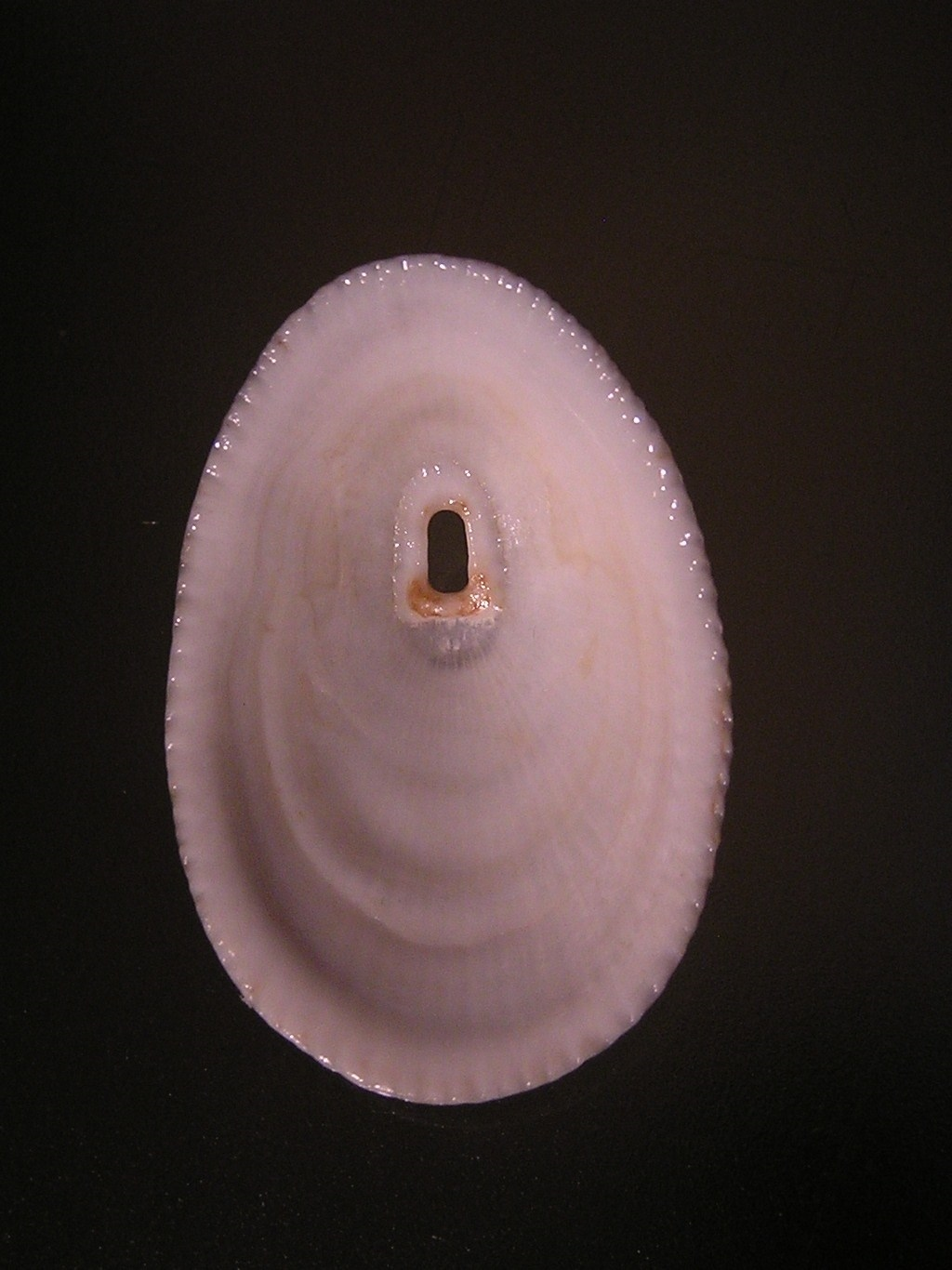